# Saint-Médard (Herbeumont)
Saint-Médard (wa. Sint-Medåd, Saint-Maurd) – dzielnica (section) gminy Herbeumont w Belgii, w Regionie Walońskim, w prowincji Luksemburg, w okręgu Neufchâteau. 1 stycznia 2020 roku liczyła 591 mieszkańców. Do 31 grudnia 1976 r. samodzielna gmina. 

## Demografia
Liczba mieszkańców, stan na 1 stycznia:
| Rok                | 1930 | 1947 | 1961 | 2020 |
| ------------------ | ---- | ---- | ---- | ---- |
| Liczba mieszkańców | 774  | 659  | 541  | 591  |